# تشارلز إتش. دوبونت
تشارلز إتش. دوبونت هو محامي وقاضي وسياسي أمريكي، ولد في 27 يناير 1805، وتوفي في 14 أكتوبر 1877.